# حکمه
حکمه (انگلیسی: Hikma) شرکت داروسازی اردنی و چندملیتی مستقر در بریتانیا است، که در زمینه تولید انواع محصولات دارویی، مکمل‌های غذایی و داروهای شیمیایی فعالیت می‌نماید.
شرکت حکمه در سال ۱۹۷۸ توسط سمیح دروزه در شهر امان، اردن راه‌اندازی شد و در حال حاضر دارای ۲۶ کارخانه در ۱۱ کشور می‌باشد و محصولات خود را در ۵۰ کشور توزیع می‌کند.
دفتر مرکزی این شرکت در شهر لندن، بریتانیا قرار دارد و بخشی از سهام آن در بازار بورس لندن معامله می‌شود.